# Oxypetalum insigne
Oxypetalum insigne är en oleanderväxtart som först beskrevs av Joseph Decaisne, och fick sitt nu gällande namn av Gustaf Oskar Andersson Malme. Oxypetalum insigne ingår i släktet Oxypetalum och familjen oleanderväxter.

## Underarter
Arten delas in i följande underarter:
- O. i. baetaeanum
- O. i. boraceiense
- O. i. bresolinii
- O. i. glaziovii
- O. i. nitidum